# Alfred Müller (Schauspieler)
Alfred Müller (* 4. Juli 1926 in Berlin; † 2. Dezember 2010 ebenda) war ein deutscher Theater- und Filmschauspieler.

## Leben
Alfred Müller wurde 1926 als Sohn des arbeitslosen Kraftfahrers Alfred Müller in Berlin-Wedding geboren. Dieser war ein fleißiger Kinogänger und nahm seinen Sohn ab dem 3. Lebensjahr regelmäßig mit. Das dadurch angeregte Interesse an der Schauspielerei konnte er in der ersten Klasse in einem Weihnachtsspiel erstmals vor Publikum umsetzen. Auch während seiner Berufsausbildung als Mechaniker, als Soldat bei der Wehrmacht und als Kriegsgefangener ließ ihn die Liebe zur Schauspielkunst nicht los. Als er sich aber 1949 den Spaß zum Beruf machen wollte und sich wegen einer Annonce bei der DEFA bewarb, erhielt er eine Absage. Er gab aber nicht auf, spielte in verschiedenen Theatervereinen und wurde dann Mitglied in der Laienspielgruppe der Deutschen Reichsbahn am Berliner Nordbahnhof. Hier erst lernte er zu schätzen, was die Schauspielerei wirklich bedeutet und bewarb sich 1952 an der Staatlichen Schauspielschule Berlin, deren Besuch er erfolgreich abschloss.
Der Durchbruch als Schauspieler gelang Müller 1959 am Maxim-Gorki-Theater in Ost-Berlin, nachdem er seine Karriere am Stadttheater Senftenberg begonnen hatte. Am Gorki-Theater blieb er zunächst bis 1965. Im Jahr 1964 zeichnete die Regierung seine schauspielerische Leistung mit dem Kunstpreis der DDR aus. Ein Jahr später wurde sein Film Das Kaninchen bin ich, in dem er einen Richter spielt, der sich mit der Schwester des Angeklagten auf eine Affäre einlässt, für fast 25 Jahre verboten.
Bekannt wurde Müller auch durch die Rolle des MfS-Agenten Hansen in For Eyes Only von János Veiczi, zu dem Harry Thürk das Drehbuch verfasste. In Veiczis elfteiliger Fernsehserie Rendezvous mit unbekannt von 1969, zu der Thürk ebenfalls die Drehbücher schrieb, spielte Müller die Hauptrolle des MfS-Majors Wendt.
1972 ging er ein zweites Mal an das Maxim-Gorki-Theater und blieb dort bis 1984. Parallel zu seiner Arbeit auf der Bühne war Müller auch immer wieder im Fernsehen zu sehen. 1969 erhielt er den Nationalpreis für seine Rolle als Karl Marx in dem Film Mohr und die Raben von London. 1975 wurde Müller zum Goethe-Preis-Träger erkoren. Er agierte in mehreren DDR-Fernsehproduktionen wie 1983 in der Arztserie Berühmte Ärzte der Charité in der Folge Die dunklen Jahre den Chirurgen Ferdinand Sauerbruch und von 1983 bis 1987 neben Hans-Joachim Preil als Briefträger Alois Wachtel in Ferienheim Bergkristall. In der 100. Ein-Kessel-Buntes-Ausgabe im Jahr 1989 spielte er in dem Sketch Hammer für zwei mit Helga Hahnemann eine Gerichtsszene nach, die bis heute neben Dinner for One traditionell zu Silvester im Fernsehen gezeigt wird.
Nach der Wende war Müller unter anderem von 1997 bis 2003 als Reinhold Palme in der Sat.1-Krankenhausserie Für alle Fälle Stefanie zu sehen. Ebenso hatte er Gastrollen in weiteren Fernsehproduktionen wie Tatort, Polizeiruf 110, Mordslust, In aller Freundschaft und Schloss Einstein. Insgesamt wirkte er bis zum Jahr 2009 in mehr als 120 Film-und-Fernsehproduktionen mit. Auf der Bühne spielte er unter anderem im Theater des Westens und im Theater am Kurfürstendamm.
Alfred Müller starb am 2. Dezember 2010 im Alter von 84 Jahren an Bauchspeicheldrüsenkrebs. Seinem Wunsch entsprechend bekam er eine Seebestattung in der Ostsee vor der Insel Usedom.
Sein schriftlicher Nachlass befindet sich im Archiv der Akademie der Künste in Berlin.

## Filmografie (Auswahl)
- 1960: Flucht aus der Hölle
- 1961: Fernsehpitaval: Der Fall Denke (Fernsehreihe)
- 1961: Der Ermordete greift ein (Fernseh-Mehrteiler)
- 1962: Der Schwur des Soldaten Pooley
- 1963: For Eyes Only
- 1964: Das Mädchen aus dem Dschungel
- 1965: Das Kaninchen bin ich
- 1965: Solange Leben in mir ist
- 1966: Geheimkommando Bumerang
- 1966: Die Ermittlung (Theateraufzeichnung)
- 1966: Ohne Kampf kein Sieg (Mehrteiler)
- 1967: Turlis Abenteuer
- 1967: Die Fahne von Kriwoj Rog
- 1967: Die gefrorenen Blitze
- 1968: Leben zu zweit
- 1968: Geheimkommando Ciupaga
- 1969: Mohr und die Raben von London
- 1969: Rendezvous mit unbekannt (Fernsehserie)
- 1969: Das siebente Jahr
- 1970: Netzwerk
- 1970: Aus unserer Zeit (Episode 4)
- 1970: Meine Stunde Null
- 1970: Signale – Ein Weltraumabenteuer
- 1970: Kalender einer Ehe (Kurzfilm)
- 1970: Mein lieber Robinson
- 1971: KLK an PTX – Die Rote Kapelle
- 1971: Anflug Alpha 1
- 1971: Tod in der Kurve (TV)
- 1972: Die Bilder des Zeugen Schattmann (Fernsehserie, Teil 3)
- 1972: Laut und leise ist die Liebe
- 1973: Die sieben Affären der Doña Juanita (vierteiliger Fernsehfilm)
- 1974: Das Geheimnis des Ödipus
- 1974: Visa für Ocantros (TV)
- 1976: Der Staatsanwalt hat das Wort (TV-Serie, eine Folge)
- 1977: Das Versteck
- 1978: Hiev up
- 1979: Die lange Straße
- 1979: Chiffriert an Chef – Ausfall Nr. 5
- 1982: Berühmte Ärzte der Charité: Die dunklen Jahre
- 1983: Ferienheim Bergkristall: Silvester fällt aus (TV)
- 1984: Ferienheim Bergkristall: Mach mal’n bißchen Dampf (TV)
- 1984: Erscheinen Pflicht
- 1984: Überfahrt
- 1984: Klassenkameraden
- 1985: Ferienheim Bergkristall: Ein Fall für Alois (TV)
- 1986: Ferienheim Bergkristall: Das ist ja zum Kinderkriegen (TV)
- 1987: Kindheit
- 1987: Ferienheim Bergkristall: So ein Theater (TV)
- 1988: Tiere machen Leute (Fernsehserie)
- 1989: Die gläserne Fackel (Fernsehserie)
- 1989: Ferienheim Bergkristall: Alles neu macht der May (TV)
- 1989: Die ehrbaren Fünf (TV)
- 1991: Peter Strohm (Fernsehserie, 1 Folge)
- 1992: Sherlock Holmes und die sieben Zwerge
- 1992: Mit Leib und Seele (Fernsehserie)
- 1993: Tatort: Verbranntes Spiel
- 1993: Schwarz Rot Gold (Fernsehserie, 1 Folge)
- 1994: Polizeiruf 110: Totes Gleis
- 1995: Mordslust (Fernsehserie, 1 Folge)
- 1995: Nikolaikirche
- 1997: Polizeiruf 110: Der Sohn der Kommissarin
- 1997–2003: Für alle Fälle Stefanie (Fernsehserie, 21 Folgen)
- 1998: Wolffs Revier (Fernsehserie, 1 Folge)
- 1999: Der Landarzt (Fernsehserie, 1 Folge)
- 2000: Osterfeuer
- 2000: Der Pfundskerl (Fernsehserie, 1 Folge)
- 2000: Der Raub der Sabinerinnen
- 2002: Spuk am Tor der Zeit (Fernsehserie)
- 2002–2003: In aller Freundschaft (Fernsehserie, 2 Folgen)
- 2004: Das Bernsteinamulett
- 2004: Finanzbeamte küsst man nicht
- 2005: Schloss Einstein (Fernsehserie, 3 Folgen)
- 2007: SOKO Wismar (Fernsehserie, 1 Folge)
- 2009: Unser Charly (Fernsehserie, 2 Folgen)

## Theater
- 1956: Aurel Baranga: Das tolle Lamm – Regie: Horst Schönemann (Stadttheater Senftenberg)
- 1957: Maxim Gorki: Nachtasyl – Regie: Horst Schönemann (Stadttheater Senftenberg)
- 1959: Walentin Katajew: Zeit voraus – Regie: Horst Schönemann (Maxim-Gorki-Theater Berlin)
- 1961: Heinrich von Kleist: Der zerbrochne Krug (Gerichtsrat Walter) – Regie: Maxim Vallentin (Maxim-Gorki-Theater Berlin)
- 1961: Rainer Kerndl: Schatten eines Mädchens (Dieter) – Regie: Horst Schönemann (Maxim-Gorki-Theater Berlin)
- 1962: Pavel Kohout (nach Jules Verne): Die Reise um die Erde in 80 Tagen (Phileas Fogg) – Regie: Horst Schönemann (Maxim-Gorki-Theater Berlin)
- 1962: Lajos Mesterházi: Das elfte Gebot (Lehrer) – Regie: Horst Schönemann/Helfried Schöbel (Maxim-Gorki-Theater Berlin)
- 1963: Rainer Kerndl: Seine Kinder (Alfred) – Regie: Horst Schönemann (Maxim-Gorki-Theater Berlin)
- 1964: Kurt Tucholsky: Schloß Gripsholm (Daddy) – Regie: Martin Eckermann (Volksbühne Berlin – Theater im 3. Stock)
- 1964: Claus Hammel: Um neun an der Achterbahn (Urberliner) – Regie: Horst Schönemann (Maxim-Gorki-Theater Berlin)
- 1965: Brendan Behan: Die Geisel – Regie: Horst Schönemann (Maxim-Gorki-Theater Berlin)
- 1974: August Strindberg: Erik XIV (Göran) – Regie: Hans Dieter Mäde (Maxim-Gorki-Theater Berlin)
- 1974: Michail Schatrow: Das Wetter für morgen (Woloschin) – Regie: Albert Hetterle (Maxim-Gorki-Theater Berlin)
- 1975: Maxim Gorki: Die Letzten (Jakow) – Regie: Wolfgang Heinz (Maxim-Gorki-Theater Berlin)
- 1977: Rudi Strahl: Arno Prinz von Wolkenstein oder Kader entscheiden alles (Stotzek) – Regie: Karl Gassauer (Maxim-Gorki-Theater Berlin)

## Tonträger (Auswahl)
- 1964: Ewan McColl: Unternehmen Ölzweig (Dikreopolis) – Regie: Horst Schönemann (Theateraufführung/Mitschnitt – Litera)
- 1965: Heinrich von Kleist: Der zerbrochne Krug (Walter, Gerichtsrat) – Regie: Maxim Vallentin (Hörspiel – Litera)
- 1972: Da hat vor fuffzich Jahren ... Heitere Chansons und Couplets (Gesang) – Tonregie: Siegbert Schneider (Chanson – Nova)
- 1980: Im Ernst wir meinen es heiter (mit Gisela May) – Musik- und Tonregie: Siegbert Schneider (Literarisch-Musikalisches Programm/Mitschnitt – Amiga)
- 1986: Theodor Storm: Die Regentrude (Erzähler) – Regie: Jürgen Schmidt (Kinderhörspiel – Litera)

## Auszeichnungen
- 1964: Kunstpreis der DDR
- 1975: Goethe-Preis der Stadt Berlin
- 1969: Nationalpreis III. Klasse für Mohr und die Raben von London